# Historiografia crítica
A historiografia crítica aborda a história da arte, da literatura ou da arquitetura a partir de uma perspectiva da teoria crítica. A historiografia crítica é utilizada por vários estudiosos nas últimas décadas para enfatizar a relação ambígua entre o passado e a escrita da história. Especificamente, é utilizado como um método pelo qual se compreende o passado e pode ser aplicado em diversas áreas do trabalho acadêmico.

## Conceito
Enquanto a historiografia se preocupa com a teoria e a história da escrita histórica, incluindo o estudo da trajetória de desenvolvimento da história como disciplina, a historiografia crítica aborda como os historiadores ou autores históricos foram influenciados pelos seus próprios grupos e lealdades. Aqui, existe a suposição de que as fontes históricas não devem ser consideradas pelo seu valor nominal e devem ser examinadas criticamente de acordo com critérios acadêmicos. Uma crítica da historiografia adverte contra a tendência de focar na grandeza do passado, de modo que se oponha ao presente, como demonstrado na ênfase nas tradições mortas que paralisam a vida presente. Esta visão sustenta que a historiografia crítica também pode condenar o passado e revelar os efeitos da repressão e possibilidades equivocadas, entre outros. Por exemplo, há o caso do contra-discurso às chamadas epistemologias hegemónicas que anteriormente definiram e dominaram a experiência negra na América.
Alguns autores traçam a origem deste campo na Alemanha do século XIX, particularmente com Leopold von Ranke, um dos proponentes do conceito de Wissenschaft, que significa "história crítica" ou "história científica", que via a historiografia como uma história rigorosa e crítica investigação. Por exemplo, na aplicação da Wissenschaft ao estudo do Judaísmo, afirma-se que há uma crítica implícita à posição daqueles que defendem a Ortodoxia. Diz-se que revela a tendência dos historiadores nacionalistas de favorecer a afirmação piedosa dos ortodoxos nas tentativas de restaurar o orgulho na história judaica.
Uma espécie de historiografia crítica pode ser vista na obra de Harold Bloom. Em Map of Misreading , Bloom argumentou que os poetas não deveriam ser vistos como agentes autônomos de criatividade, mas sim como parte de uma história que transcende a sua própria produção e que, em grande medida, lhe dá forma. O historiador pode tentar estabilizar a produção poética para melhor compreender a obra de arte, mas nunca consegue extrair completamente da história o sujeito histórico.
Também entre aqueles que defendem a primazia da historiografia está o historiador da arquitetura Mark Jarzombek. O foco deste trabalho está na produção disciplinar e não na produção poética, como foi o caso de Bloom. Como a psicologia – que se tornou uma ciência mais ou menos oficial na década de 1880 – é agora tão difundida, argumentou Jarzombek, mas tão difícil de identificar, o dualismo tradicional de subjetividade e objetividade tornou-se não apenas altamente ambíguo, mas também o local de uma negociação complexa que precisa ocorrer entre o historiador e a disciplina.[carece de fontes?] A questão, para Jarzombek, é particularmente comovente nos campos da arte e da história da arquitetura, o tema principal do livro.
A noção de "histórias do ego" de Pierre Nora também se move na direção da historiografia crítica devido ao seu interesse na relação ambígua entre o presente, o passado e a escrita da história, bem como nas interações dos campos da história, estudos literários e antropologia. A ideia destas “histórias do ego” é colocar em foco a relação entre a personalidade dos historiadores e suas escolhas de vida no processo de escrita da história. O objetivo é obter o vínculo entre a história produzida pelo historiador e a história da qual ele é produto. Propõe-se também que, na arquitectura, a historiografia crítica envolve uma escolha estratégica para abordar a posição da arquitectura dentro de uma determinada ordem simbólica. Isto é demonstrado na forma como Kenneth Frampton e Manfredo Tafuri associaram o marxismo à teoria crítica da Escola de Frankfurt.
Uma crítica da historiografia crítica cita o risco de julgar as realidades do passado com base no que é verdadeiro no presente, de modo que se torne ilusório e possa obscurecer a identidade.